# 사사쿠라 아야토
사사쿠라 아야토(笹倉 綾人)는 일본의 여성 만화가이다.

## 인물
현재 필명은 옛 필명의 앞에 '사'를 추가하고, 노(乃)를 토(人)로 바꾸어서 만들었다
'전격 모에왕'에서 삽화를 그리던 중 '이토 노이지의 삽화를 만화로 옮긴 것 같은 사람'을 찾고 있던 담당 편집자의 눈에 띄어 '월간 코믹 전격 대왕'에서 만화판 '작안의 샤나' 연재를 시작했다. 이는 현재까지도 대표작으로 2009년 9월 현재 7권을 발간하고 누적 판매부수는 4권 발간 시에 120만 부를 돌파했으며 7권인 현재는 162만 부를 넘어섰다.

## 작품
작은 가슴의 아이를 그리는 경우가 많고, 전체적으로 남녀를 불문하여 그린다. 남성 성인의 선을 세밀하게 그리는 특징이 있다.

## 작품 목록

### 일반향
- '작안의 샤나' 만화판(2005년- , 미디어 웍스 '월간 코믹 전격 대왕'에 연재중)
- 아이오이 이온 '나키가라 히츠기의 사자소생학' 삽화 담당(2008년, 전격 문고 ISBN 978-4-04-867275-7, L 노벨 ISBN 978-89-267-9064-9)
- 액셀 월드/듀랄 마기사 가덴

### 성인향
- 少女流幸福攫取論(2004년 6월 25일, 아카네신샤, 성인향 만화, ISBN 4-87182-678-3)
- たいらんと♥ぱにっしゅ(2008년 6월 27일, 아카네신샤, 성인향 만화, ISBN 4-86349-005-4)
- 少年ドルチェ(2009년 12월 18일, 아카네신샤, 성인향 만화, ISBN 4-86349-118-2)

#### 어덜트 게임
- Flyable Heart(2009년 3월 19일 발매, Softpal;페로, 이토 노이지와 공동 원화 담당)
- 君の名残は静かに揺れて(2010년 5월 28일 발매, Softpal;페로, 이토 노이지와 공동 원화 담당)